# Hans Walter
Hans Walter (9. august 1889 - 14. januar 1967) var en schweizisk roer, dobbelt olympisk guldvinder og seksdobbelt europamester.
Walter vandt en guldmedalje i firer med styrmand ved OL 1920 i Antwerpen, som makker til brødrene Max og Paul Rudolf, Willy Brüderlin samt styrmand Paul Staub.
Ved OL 1924 i Paris deltog han i to discipliner. Han vandt guld i disciplinen firer med styrmand og bronze i firer uden styrmand. Ved begge discipliner var roerne, foruden Walter, Émile Albrecht, Alfred Probst og Eugen Sigg, mens styrmanden i fireren med styrmand var enten Émile Lachapelle eller Walter Loosli. Ved 1920-legene deltog Walter desuden i den schweiziske otter, der dog ikke vandt medalje.
Walter vandt desuden hele seks EM-guldmedaljer, fire i firer med styrmand (1911, 1912, 1913 og 1920) og to i otter (1912 og 1920).

## OL-medaljer
- 1920:  Guld i firer med styrmand
- 1924:  Guld i firer med styrmand
- 1924:  Bronze i firer uden styrmand